# Bülent Atalay
Bülent Atalay (Ancara, 10 de junho de 1940) é um físico, professor, escritor e artista turco-americano.

## Biografia
Bülent Atalay, nascido em Ancara em 1940, é filho e neto de militares turcos. O seu pai serviu como mensageiro diplomático em diversas capitais europeias durante a Segunda Guerra Mundial e posteriormente foi adido militar nas embaixadas turcas de Londres, Paris e Washington. Frequentou o colégio de Eton, em Inglaterra, a St. Andrew's School, no Delaware, Estados Unidos e a universidade de Georgetown, onde obteve uma licenciatura (1963), um mestrado (1967) e um doutoramento (1971) em física, matemática e filosofia. Foi professor de física na Universidade de Mary Washington, na Virgínia, Estados Unidos, entre 1966 e 2009, tendo desenvolvido trabalhos de pós-doutoramento nas universidades de Princeton, Califórnia-Berkeley, Oxford e no Instituto de Estudos Avançados de Princeton. A Universidade de Oxford, onde foi membro do Departamento de Física Teórica no princípio da década de 1970, concedeu-lhe o grau de Masters of Arts em 1973. Na mesma década trabalhou no Instituto de Estudos Avançados de Princeton, instituição da qual ainda é membro. Foi ainda professor adjunto de Matemática e Arqueologia na Universidade da Virgínia.
É autor de numerosos artigos científicos, especialmente na área da física nuclear teórica, e orador frequente em conferências um pouco por todo o mundo sobre temas como Arqueologia, Arte, astrofísica, física atómica e outros temas a que ele gosta de chamar "Assuntos-A", por oposição aos "Assuntos-B" (business [negócios], banca, biologia, etc.).[carece de fontes?]
Definindo-se a si próprio como um homem da Renascença, além das áreas científicas em que é especialista académico, é um artista com exposições individuais em Londres e Washington, e publicou dois livros de litografias: "Lands of Washington: Impressions Ink", e "Oxford and the English Countryside: Impressions of Ink", ambos publicados pela Eton House na década de 1970. A sua obra está representada nas coleções permanentes do Palácio de Buckingham, Casa Branca e Instituto Smithsoniano.[carece de fontes?]

## Obras
As seus livros mais conhecidos do grande público são os best-sellers Math and the Mona Lisa: The Art and Science of Leonardo da Vinci, publicado em 2004 pela Smithsonian Books, traduzido em 11 línguas para além do inglês, e Leonardo’s Universe: the Renaissance World of Leonardo da Vinci, em co-autoria com Keith Wamsley, publicado em 2009 pela National Geographic Society.

Sobre Math and the Mona Lisa, a Book News referiu:
| “ | Bülent Atalay explora a unidade e ligações fundamentais entre Arte e Ciência, exemplificadas pela vida e obra de Leonardo da Vinci. Embora o título possa sugerir que a obra é uma biografia ou um exame das obras de Da Vinci, apenas três capítulos são dedicados a esses temas, versando o resto do livro sobre o desenvolvimento da Ciência (principalmente da Física) e Matemática, desde a aurora da civilização até ao nascimento da Física Quântica. | ” |
|   | — Book News. |   |

De certa forma, o livro defende algo que é enunciado no prológo — «Se Da Vinci tivesse publicado todas as suas meditações que se encontram nos seus manuscritos, o nível de sofisticação em científico e tecnológico atual poderia ter sido alcançado um ou dois séculos mais cedo.»
Math and the Mona Lisa tem uma edição em português — "A Matemática e a Mona Lisa, A confluência da Arte com a Ciência" — publicada em 2007 pela editora brasileira Mercuryo.
Leonardo’s Universe explora mais uma vez as relações entre Arte e Ciência, mas de uma forma mais focalizada na obra de Leonardo da Vinci. Foi incluído na lista dos "10 livros de referência de 2008 a não perder" do blog da Encyclopædia Britannica.

### Livros
- Lands of Washington: Impressions Ink. [S.l.]: Eton House
- Oxford and the English Countryside: Impressions of Ink. [S.l.]: Eton House
- Math and the Mona Lisa. The Art and Science of Leonardo da Vinci (em inglês). Washington, D.C, Estados Unidos: Smithsonian Books. 2004. 314 páginas. ISBN 9781588341716 Publicado em português em 2007 pela editora brasileira Mercuryo com o título "A Matemática e a Mona Lisa, A confluência da Arte com a Ciência".
- Atalay, Bülent; Wamsley, Keith (2009). Leonardo's Universe. The Renaissance World of Leonardo da Vinci (em inglês). Washington, D.C, Estados Unidos: National Geographic Books. 288 páginas. ISBN 978-1426202858

### Alguns artigos científicos
- B. Atalay, Organizing Chair and Editor; Yuval Ne'eman, Honorary Chair. Committee II: "Symmetry in Its Various Aspects: Search for Order in the Universe I " International Conference on the Unity of the Science XXI. Washington, DC (1997). Paragon House Publishing Co. Multiple Authors.
- B. Atalay, Organizing Chair and Editor, Committee I: "Symmetry in Its Various Aspects: Search for Order in the Universe II." International Conference on the Unity of the Science XXII, Seoul, Korea (2000). Paragon House Publishing Co. Multiple Authors.
- B. Atalay, Ed. M. Alonso, "Mathematical Model for the Origin of Life:  The Emergence of Self-Replicating Molecular Systems." Organization and Change in Complex Systems, Paragon House Publishing Co. (1990). Multiple Authors.
- B. Atalay, A. Mann and V. Privman, "United-Atom Projected Perturbation Theory for Homonuclear Diatomic Molecule," Phys. Lett., 65A, 193 (1978).
- B. Atalay, A. Mann, "On the Characterization of Symmetry-Adapted Perturbation Theories," Phys. Lett. A66, 433 (1978).
- B. Atalay, A. Mann, A. Zelicoff, "Perturbation Theory for Projected States in the Pairing Force Model, III.  The Problem of Spurious States, Nucl. Phys. A295, 204 (1978).
- B. Atalay, A. Mann, "Realization of the Transformation Operator in the Jansen-Byers Brown Perturbation Theory for Exchange Interactions," Chem Phys. Lett. 45, 487 (1977).
- B. Atalay, A. Mann, "Simple Non-Hermitian Choices for the Standardization Operator in Projected Perturbation Theory," Phys. Lett. 60A, 269 (1977).
- B. Atalay, A. Mann, "A Note on the Jeziorski-Piela Perturbation Theory," Acta Physica Polonica, A51, 275 (1977).
- B. Atalay, A. Mann, "Perturbation  Theory for Projected States in the Pairing Force Model, II.  The Problem of Convergence," Nucl. Phys. A238, 70 (1975).
- B. Atalay, D. M. Brink, A. Mann, "Perturbation Theory for Projected States in the Pairing   Force Model," Nucl. Phys. A218, 461 (1974).
- B. Atalay, D. Brink, A. Mann, "A Product Form for Projection Operations," Phys. Lett. 46B, 145 (1973).
- B. Atalay, Sir R.E. Peierls, A. Mann "Perturbation Theory for Projected States: II. Convergence Criteria and a Soluble Model," Proc. Roy. Soc. A335, 251 (1973).
- B. Atalay, L. W. Chaio-Yap, "Intermediate Coupling Scheme Applied to the Odd-Mass Isotopes of Indium," Phys. Rev. 5C, 369 (1972).